# Styrax martii
Styrax martii är en storaxväxtart som beskrevs av Moritz August Seubert. Styrax martii ingår i släktet Styrax och familjen storaxväxter. Inga underarter finns listade i Catalogue of Life.